# 1894 en Nouvelle-Écosse
Chronologie de la Nouvelle-Écosse
- 1890
- 1891
- 1892
- 1893
- 1894
- 1895
- 1896
- 1897
- 1898

Cette page concerne des événements survenus en 1894 dans la province canadienne de Nouvelle-Écosse.

## Politique
- Premier ministre : William S. Fielding
- Chef de l'Opposition :
- Lieutenant-gouverneur : Malachy Bowes Daly
- Législature :